# Homer William Smith
Homer William Smith (2.1.1895 – 25.3.1962) là một nhà sinh lý học người Mỹ và là người bênh vực khoa học.
Việc nghiên cứu của ông tập chú vào thận và ông đã phát hiện ra inulin cùng lúc với Alfred Newton Richards.
Dr. Smith đã viết nhiều sách, trong đó có From Fish to Philosopher, Man and His Gods, Lưu trữ ngày 3 tháng 2 năm 2016 tại Wayback Machine và The Kidney: Structure and function in health and disease.
Các thí nghiệm trên thận của Homer Smith trong thập niên 1930 - không còn nghi ngờ gì - đã chứng tỏ là được làm theo đúng các nguyên tắc khoa học tự nhiên, cả về phương diện như một bộ lọc cũng như phương diện một cơ quan bài tiết, loại bỏ vết tích cuối cùng của thuyết sức sống trong khoa sinh lý học.
Homer Smith đã được thưởng Giải Albert Lasker cho nghiên cứu Y học cơ bản năm 1947.